# Bandă criminală

Convenția Națiunilor Unite Împotriva Crimei Organizate Transnaționale.

O bandă criminală este un grup sau o societate de asociați, prieteni sau membri ai unei familii, cu o conducere definită și o organizare internă, care se identifică cu sau revendică controlul asupra unui teritoriu dintr-o comunitate și care se angajează, individual sau colectiv, în comportamente ilegale și posibil violente, astfel de comportamente constituind adesea o formă de crimă organizată.

## Tipuri de bande criminale

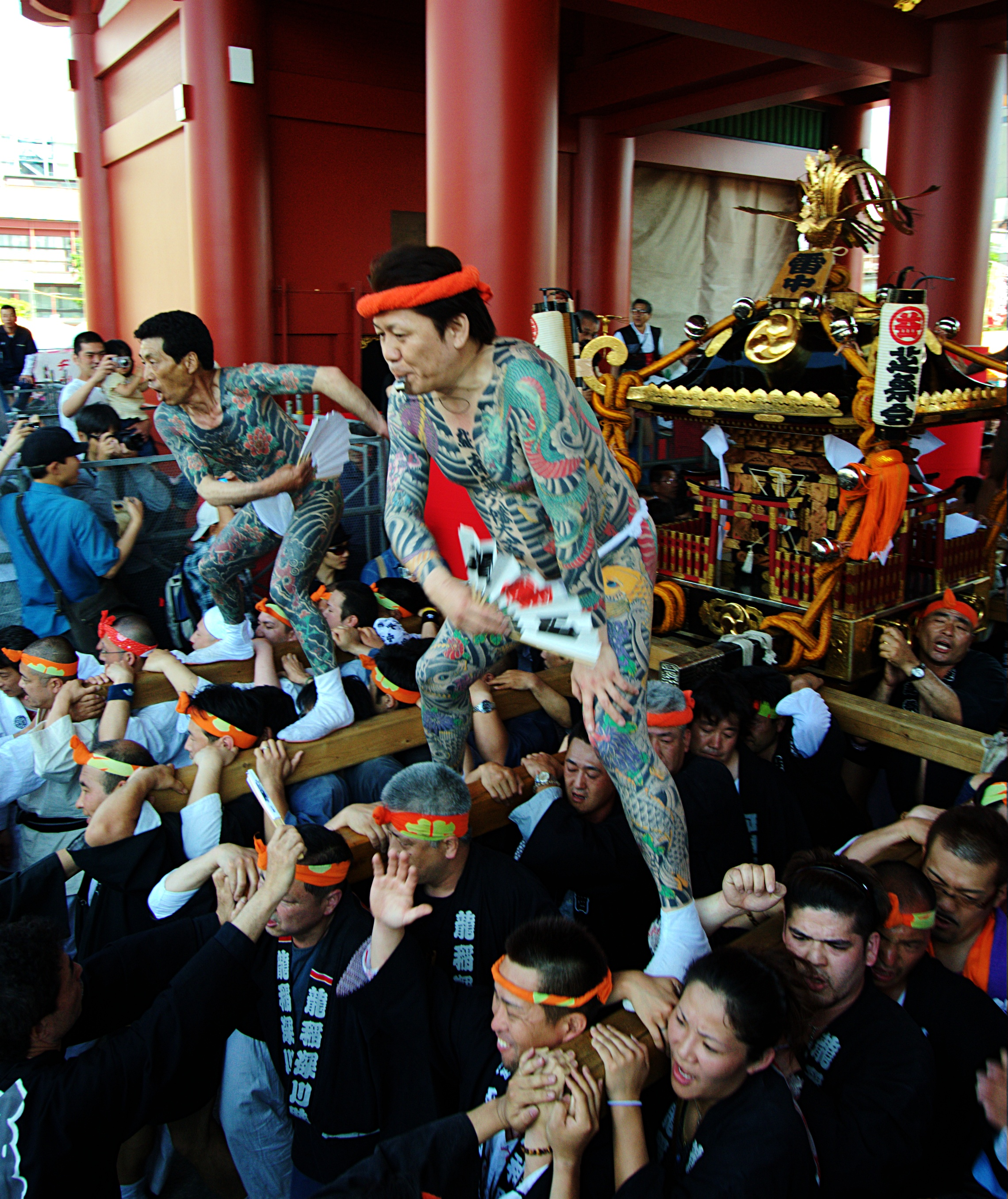
În legislația japoneză, membrii yakuza (mafia japoneză) nu au voie să-și afișeze tatuajele în public, cu excepția festivalului Sanja Matsuri.

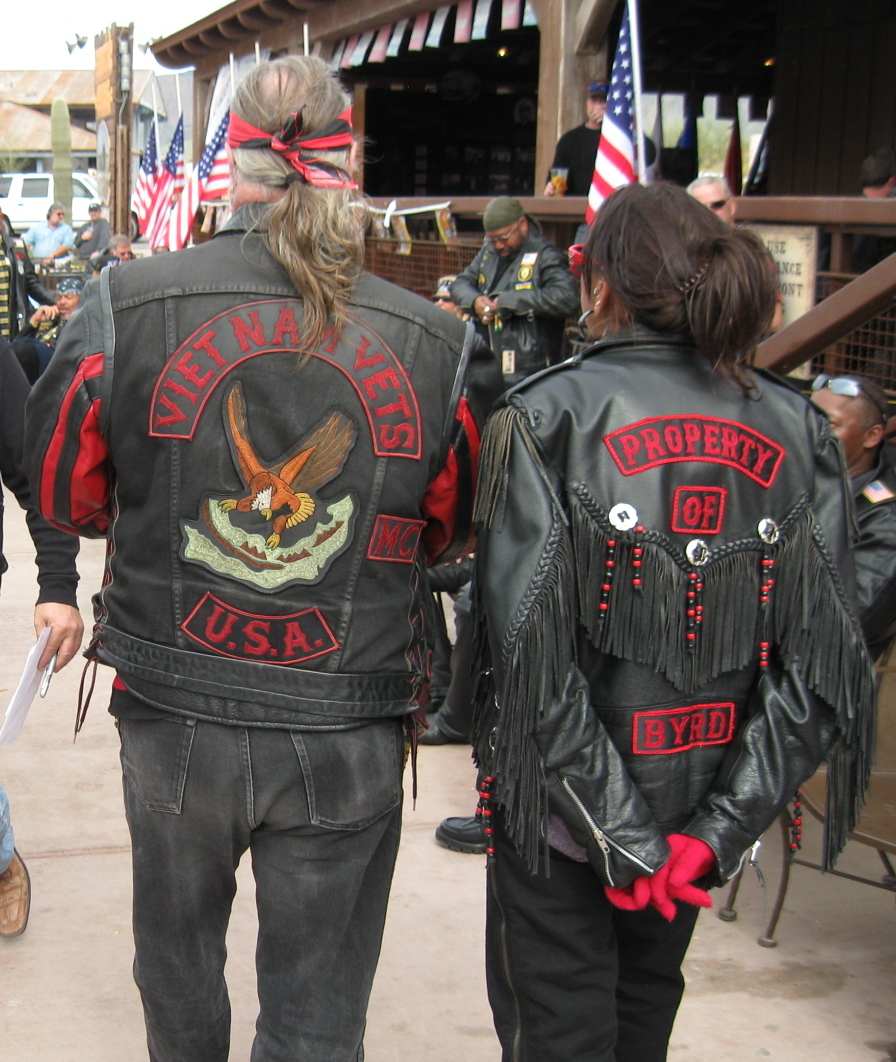
Un bărbat și o femeie îmbrăcați în echipament de motociclist

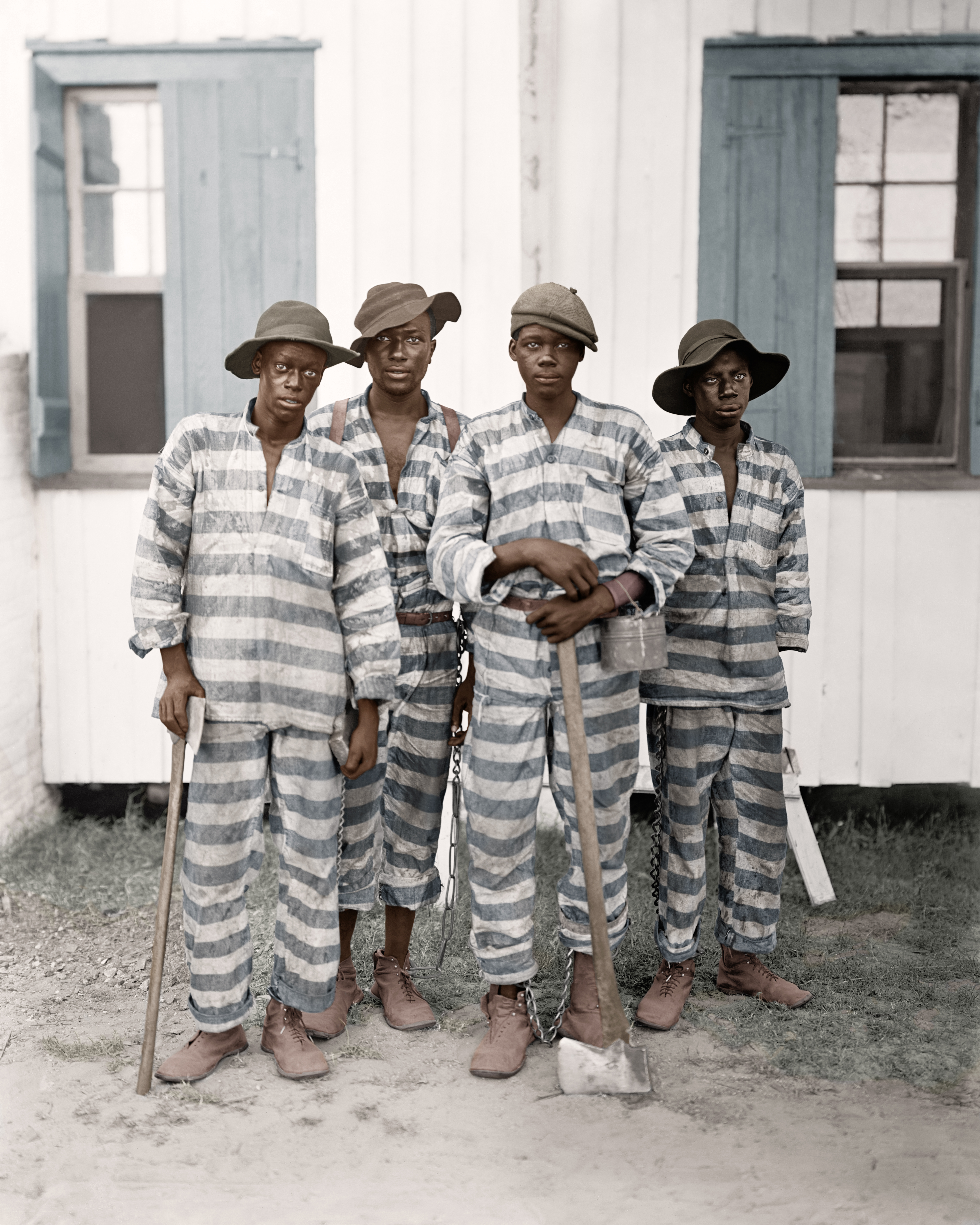
Deținuți în lanțuri pentru muncă în Florida, circa 1903. Aceștia erau folosiți pentru muncă fizică în afara penitenciarelor, în proiecte guvernamentale precum construcția de căi ferate și drumuri. Practica, folosită și pentru a reduce costurile statului, a încetat în anii 1950, cu o revenire limitată în anii 1990 în unele state.

Bandele, sindicatele și alte grupuri infracționale vin în diverse forme, fiecare cu specializările și cultura proprie.

### Mafia
Una dintre cele mai infame bande criminale sunt mafii, ale căror activități includ șantajul și supravegherea acordurilor ilicite. Exemple sunt mafia americană, mafia română, yakuza japoneză, triadele chineze, „firmele” britanice și Bratva rusă.

### Cartel de droguri
Cartelul de droguri sau narcostraficanții sunt termeni colocviali folosiți pentru grupuri criminale care se ocupă în principal cu traficul ilegal de droguri. Acestea includ carteluri precum Cartelul Medellin și alte carteluri columbiene, carteluri mexicane precum Cartelul Sinaloa. Alte exemple sunt Yardies din Jamaica și diverși baroni ai opiului din Triunghiul de Aur și Semiluna de Aur. Mulți narcos sunt cunoscuți pentru utilizarea paramilitarilor și narcoterorismului.

### Bandă de stradă
Bandele de stradă sunt grupuri formate de tineri în zone urbane, cunoscute în principal pentru luptele de stradă și conflictele între bande. Miller (1992) definește o bandă de stradă ca fiind „o asociație formată din colegi, uniți prin interese reciproce, cu conducere identificabilă și organizare internă, care acționează colectiv sau ca indivizi pentru a atinge scopuri specifice, inclusiv desfășurarea activității ilegale și controlul unui anumit teritoriu, facilitate sau întreprindere.” Printre cele mai cunoscute se numără bandele precum Bloods și Crips.

### Forțe de ordine
Bandele din cadrul forțelor de ordine sunt organizații criminale formate și active în interiorul agențiilor de aplicare a legii. Membrii au fost acuzați de abuzuri grave ale politicilor și drepturilor constituționale, terorizând populația generală, intimidând colegii și ripostând împotriva denunțătorilor. Liderii controlează multe aspecte ale poliției locale, inclusiv promovările, programările și aplicarea legii. Aceștia operează în zonele gri ale forțelor de ordine, perpetuând o cultură a tăcerii și promovând un comportament de răzbunare de tip „punisher”.

### Închisoare
Bandele din închisori sunt formate în interiorul penitenciarelor și instituțiilor corecționale pentru protecție reciprocă și influență. Aceste bande au adesea mai multe „filiale” sau „capitole” în diferite sisteme penitenciare de stat, care se extind odată cu mutarea sau transferul membrilor. Deși majoritatea liderilor de bande sunt încarcerați, cei mai mulți continuă să își conducă bandele din interiorul închisori.

### Bandă de motocicliști
Banda de motocicliști este un tip de bandă criminală, întâlnită în special în Statele Unite, unde infrastructura rutieră extinsă facilitează deplasarea și activitățile lor. Exemple cunoscute includ Hells Angels, Pagans, Outlaws și Bandidos, grupuri implicate în diverse afaceri ilegale. Departamentul de Justiție al SUA le definește ca „organizații ale căror membri folosesc cluburile moto ca acoperire pentru activități criminale”. Unele sunt considerate „în afara legii” nu doar din cauza implicării în infracțiuni, ci și pentru că nu sunt recunoscute de Asociația Americană a Motocicliștilor și își stabilesc propriile reguli.

## Structură

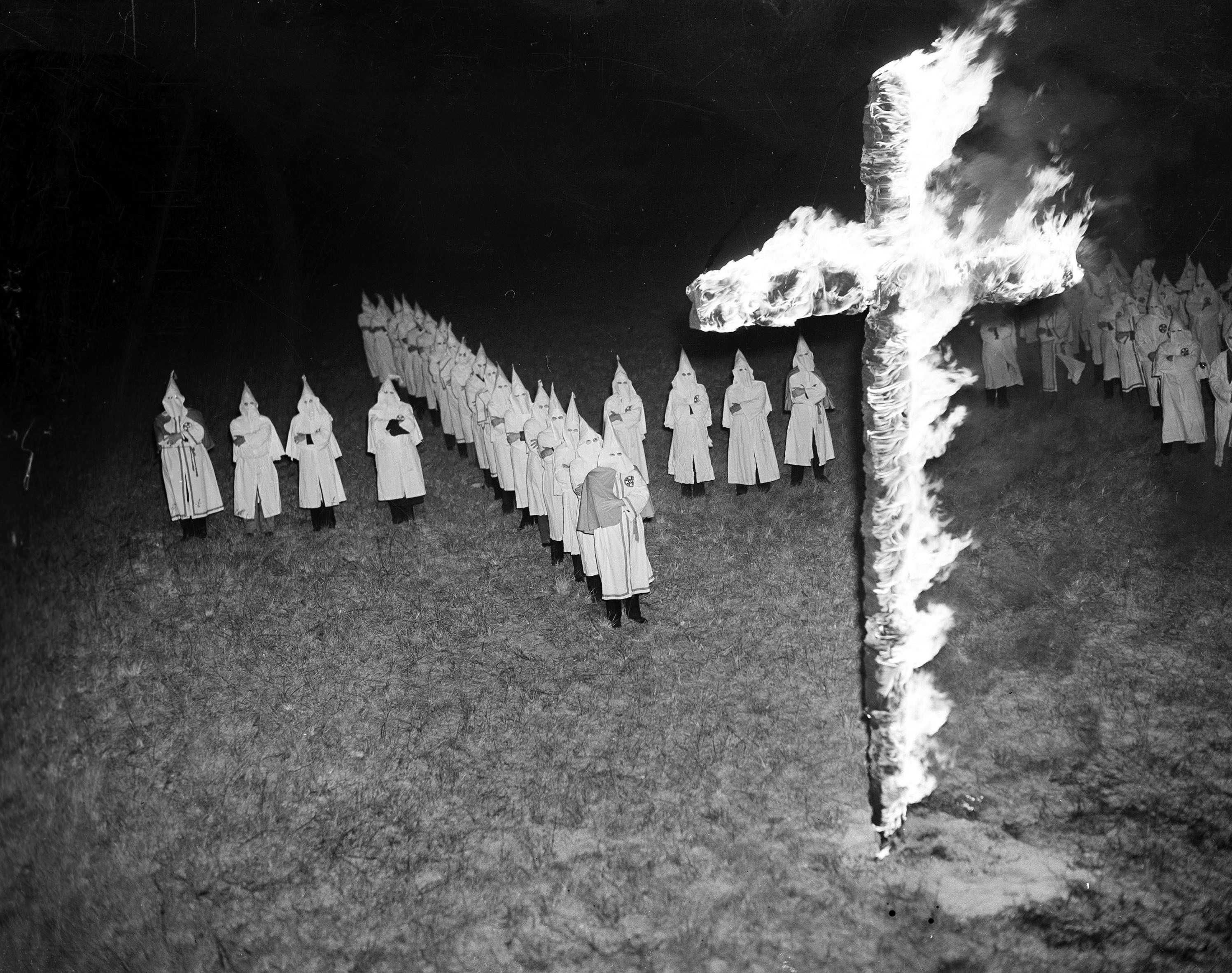
Membri ai Ku Klux Klan, în robe și glugi albe, privesc după arderea unei cruci de aproximativ 4,5 metri, Tampa, Florida, 30 ianuarie 1939.

Incidența extorcării de către crima organizată în Italia, pe provincii, în 2012

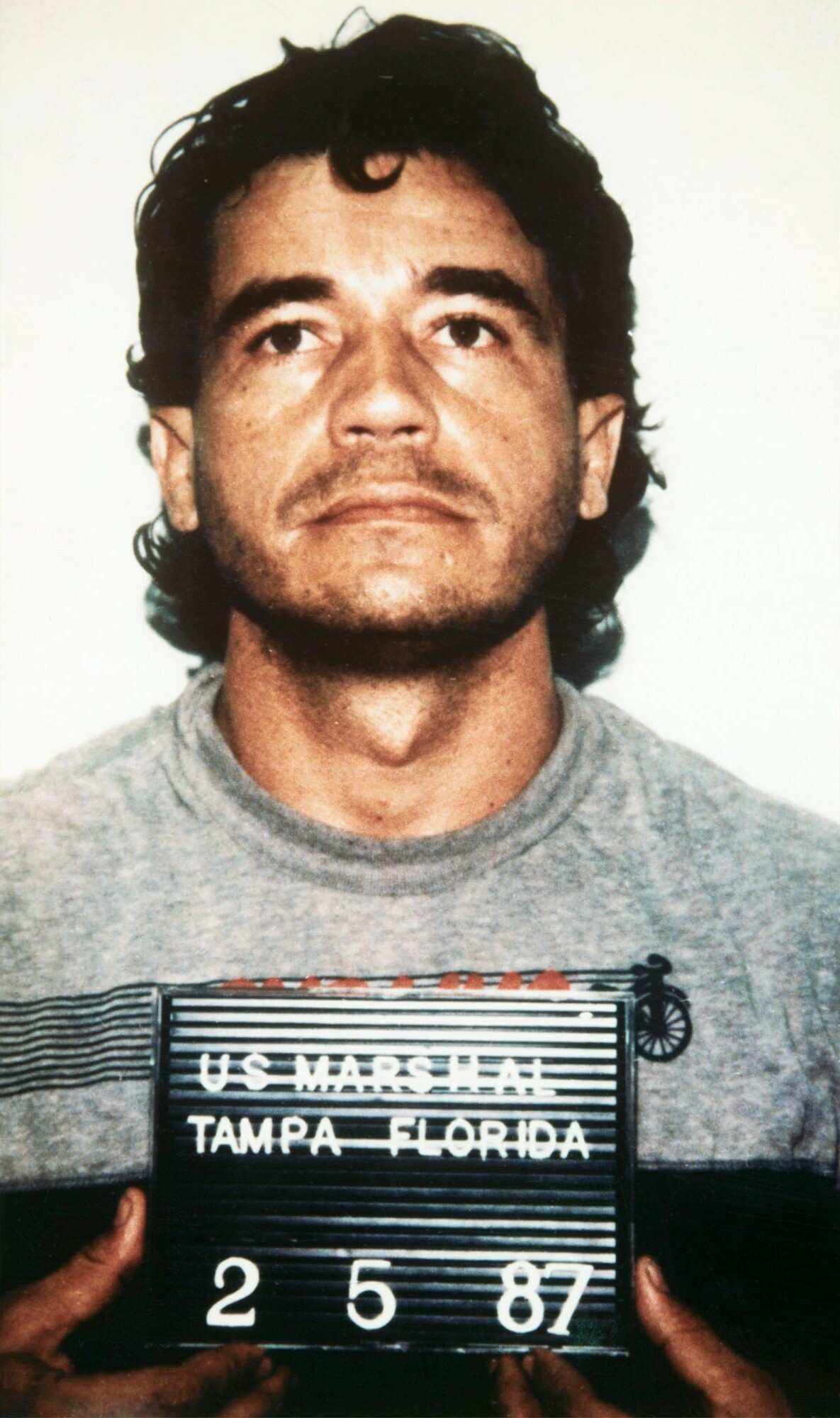
Carlos Lehder este un cunoscut traficant de droguri columbian, cofondator al cartelului Medellin.

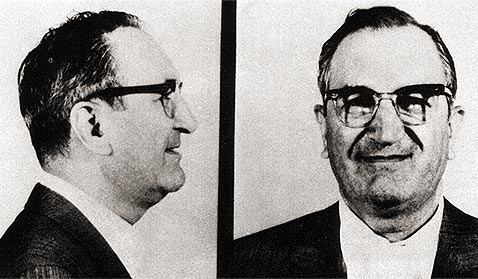
Joseph Bonanno, șef mafiot american și inspirația pentru personajul Don Vito Corleone din filmul „Nașul”

Bandele și sindicatele criminale au diferite roluri și tipuri de membri. Cele mai multe sunt, de obicei, împărțite astfel:
- Șeful („boss”, „lider”, italiană don, engleză original gangster) este cel care are control asupra direcției, planurilor și acțiunilor bandei. Liderii sunt vârful ierarhiei. Adesea, se distanțează de activitățile directe ale bandei și încearcă să pară legitimi, operând afaceri care servesc ca paravan pentru alte operațiuni ilegale.
- Subșeful (engleză underboss) este al doilea om ca importanță în bandă.
- Căpitanul (engleză captain) transmite ordinele de la șef sau subșef către membrii activi ai bandei. Este responsabil pentru activitățile din teren și recrutarea de noi membri.[11]
- Gangster („soldați”, spaniolă soldatos) sunt membrii de rând care duc la îndeplinire activitățile bandei.
- Afiliații („asociați”, engleză hang-arounds) sunt persoane care nu sunt membri cu drepturi depline, dar sprijină și participă la activitățile bandei sau au venituri legate de acestea. Aici intră și roluri specializate precum:
  - Executanții (engleză enforcers) sunt responsabili de aplicarea regulilor interne și de eliminarea amenințărilor, inclusiv prin asasinare.[12]
  - Observatorii (engleză falcons) monitorizează și raportează mișcările rivalilor sau ale poliției, acționând ca „ochii și urechile” bandei.
  - Curierii (engleză mules) transportă droguri, bani sau alte bunuri de contrabandă între diferite locații.

Persoanele vulnerabile sunt atrase de obicei în bande de dorința de putere, respect, bani și protecție. În cartierele cu un nivel ridicat al violenței, adolescenții simt presiunea de a se alătura pentru a se apăra de alți actori violenți (inclusiv violența poliției și războiul împotriva drogurilor), ceea ce perpetuează un cerc vicios al violenței. Mulți tineri se simt marginalizați, lipsiți de sprijin social și oportunități, iar aderarea la o bandă le poate părea singura cale spre statut, succes material sau ieșirea din sărăcie prin activități ilegale. La intrarea în bandă, găsesc imediat un sentiment de apartenență și identitate, fiind înconjurați de persoane cu experiențe și nevoi similare. În unele zone, apartenența la o bandă face parte din procesul obișnuit de maturizare. Membrii sunt, de obicei, loiali pe viață, legătura fiind întărită prin tatuaje și menținută prin intimidare și constrângere. Cei care părăsesc banda riscă represalii, iar multe grupuri consideră că singura cale de ieșire este moartea („regula morgă”). Apartenența la o bandă sporește criminalitatea individuală, membrii fiind mai predispuși la acte ilegale în cadrul grupului decât atunci când acționează singuri. Banda, ca entitate colectivă, exercită o influență care crește intensitatea și amploarea comportamentului infracțional al membrilor.
Bandele din întreaga lume au propriile metode de recrutare și inițiere a noilor membri. Majoritatea bandelor criminale cer candidaților interesați să comită o infracțiune pentru a fi acceptați. Multe bande de stradă, precum Bloods, au un ritual de „bătaie de inițiere”, unde candidații sunt agresați fizic câteva secunde pentru a-și demonstra rezistența, loialitatea și curajul. Unele bande permit femeilor să devină membre fie prin această bătaie de inițiere, fie prin întreținerea de relații sexuale cu membrii bărbați. Bandele de motocicliști, precum Hells Angels, cer unui candidat să fie observat și mentorat de membri veterani timp de un an sau mai mult, pentru a-i fi evaluată personalitatea și angajamentul. Cosa Nostra impune candidaților care vor să devină membri cu drepturi depline (engleză made men) să participe la o ceremonie cu jurăminte, acorduri și vărsare de sânge pentru a-și demonstra loialitatea. Alte bande cer membrilor să-și tatueze numele bandei sau al liderului pe corp. Triadele au o ceremonie unică de inițiere, care are loc la un altar dedicat lui Guan Yu, cu bețișoare de tămâie și sacrificarea unui animal (de obicei o găină, porc sau capră).
Femeile asociate cu bandele, dar care nu sunt membre cu drepturi depline, sunt de obicei clasificate în funcție de relația lor cu membrii bandei. Un studiu asupra membrilor și afiliaților bandelor mexicano-americane a definit aceste categorii drept: „prietene” (engleză girlfriends), „hoodrats”, „fete cumsecade” (engleză good girls) și rude. Prietenele sunt partenere de lungă durată ale membrilor de sex masculin și pot avea copii cu aceștia. „Hoodrats” sunt percepute ca fiind promiscue și consumatoare excesive de droguri și alcool, acestea sunt sever stigmatizate atât de bărbați, cât și de femei în cultura bandelor. „Fetele cumsecade” sunt prietene vechi ale membrilor, adesea din copilărie, iar rudele sunt de obicei surori sau verișoare. Femeile cu legături cu membrii bandelor sunt folosite pentru a ascunde arme sau droguri ilegale, deoarece membrii cred că ele sunt mai puțin susceptibile de a fi percheziționate de poliție.
În cazul bandelor de stradă, majoritatea nu își instruiesc membrii în tragere sau luptă. Deși unele îi învață pe tineri să tragă folosind doze și sticle goale pe post de ținte (iar în unele cazuri în poligoane subterane), cei mai mulți gangsteri nu primesc instruire formală în folosirea armelor de foc și siguranță. În SUA, la sfârșitul anilor '90 și începutul anilor 2000, mulți membri din bande au fost trimiși de judecători în armată pentru „a-i îndrepta”, ceea ce a dus de fapt la dobândirea de către aceștia a pregătirii și experienței militare. Unele carteluri de droguri din Columbia și Mexic s-au transformat în grupuri paramilitare. Cel mai cunoscut exemplu este Cartelul Medellin, care a angajat soldați pentru a antrena milițieni și asasini. Los Zetas au devenit celebri pentru că au fost fondați de comandanți mexicani instruiți de armata SUA. Împreună cu unitatea Kaibiles din Guatemala, aceștia au organizat tabere pentru a instrui viitorii asasini (spaniolă sicarios) și soldați (spaniolă soldatos). Alte carteluri mexicane, precum Cartelul Jalisco, și-au antrenat membrii timp de trei luni în tactici de ambuscadă, coduri ale tăcerii și disciplină, în tabere special amenajate.

## Identificare

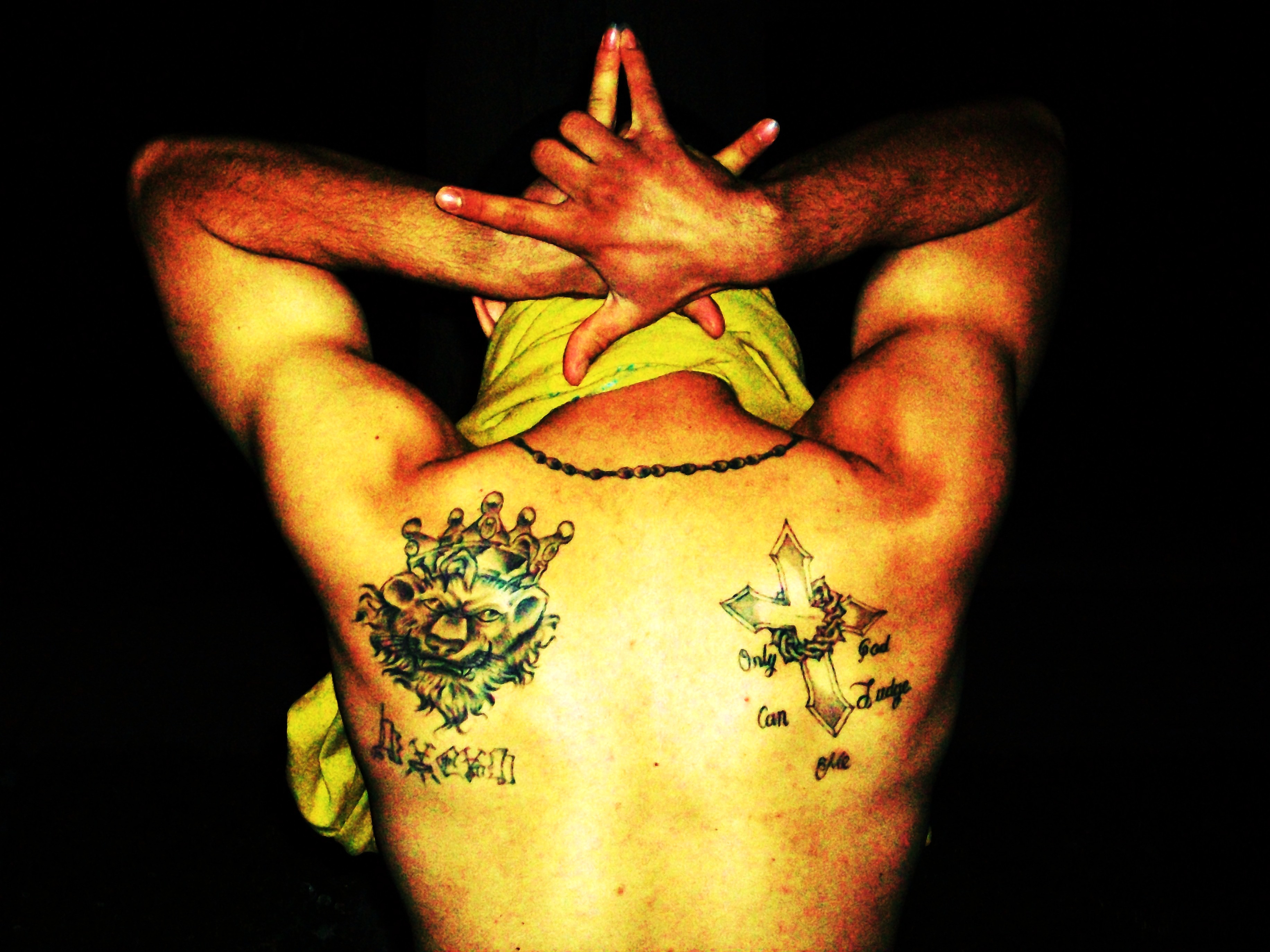
Bărbat arătând un tatuaj cu leu încoronat și un gest cu mâinile în formă de stea cu cinci colțuri.

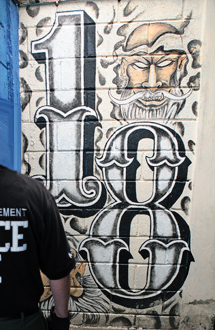
Graffiti 18th Street

Majoritatea membrilor de bandă au caracteristici distinctive, unice pentru grupul sau banda din care fac parte. De exemplu, membrii Bloods poartă batiste roșii, iar cei din Crips batiste albastre, acestea servind pentru a „reprezenta” apartenența lor. Orice lipsă de respect față de culoarea unei bande, din partea unei persoane neafiliate, este considerată motiv pentru represalii violente, adesea executate de mai mulți membri ai bandei ofensate.
Tatuajele sunt identificatori frecvenți, de exemplu, un „18” deasupra sprâncenei pentru a identifica un membru al bandei 18th Street. Tatuajele îi ajută pe membrii unei bande să câștige respect în cadrul grupului și îi marchează ca membri pe viață. Ele pot indica și nivelul atins în cadrul bandei, anumite tatuaje reprezentând faptul că persoana este un membru mai realizat. Aceste „realizări” sunt adesea legate de comiterea unui act periculos care demonstrează loialitatea față de bandă. Tatuajele pot fi aplicate atât prin cerneală, cât și prin ardere.
Bandele își stabilesc adesea identificatori caracteristici distinctivi, precum graffiti, , culori, semnale din mâini, îmbrăcăminte (de exemplu hanorace tip „gangsta rap”), bijuterii, coafuri, unghii vopsite, sloganuri, simboluri (cum ar fi lațul sau crucea arzând pentru Ku Klux Klan), steaguri, saluturi secrete, insulte, cuvinte codate și alte simboluri specifice grupului pentru a se defini și diferenția de alte grupuri sau bande. Ca limbaj alternativ, semnele din mâini, simbolurile și insultele din vorbire, graffiti, tipărituri, muzică sau alte medii comunică mesaje specifice folosite pentru a amenința, discredita, provoca, hărțui, intimida, alarma, influența sau determina anumite reacții, inclusiv ascultare, supunere, frică sau teroare.
Internetul este unul dintre cele mai importante medii folosite de bande pentru comunicare, având avantajul unei audiențe mari obținute cu efort minim și risc redus. Rețelele sociale oferă un spațiu pentru activități de recrutare, provocarea bandelor rivale prin postări derogatorii și pentru glorificarea propriei bande și a membrilor săi.